# Tiggeri

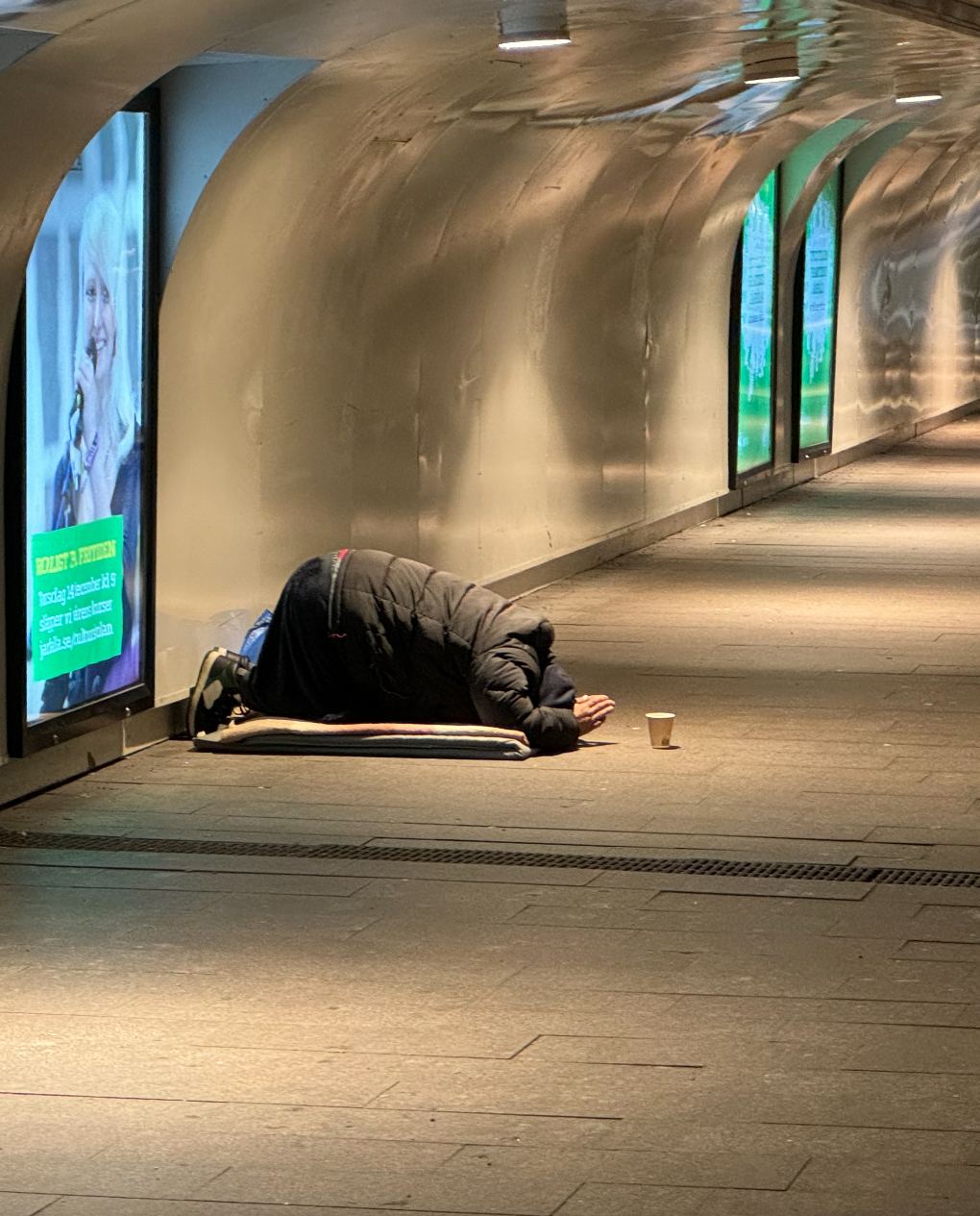
Man som tigger i Järfälla december 2023.

Tiggeri, eller att tigga, kallas det när en eller flera personer med hjälp av ord eller till exempel kroppshållning ber om monetärt eller annat bidrag från en främling. Tidigare benämndes (och fortfarande benämns) det också "bettleri" och det som gavs kallades, och kallas fortfarande, allmosa. 

## Rättshistoria

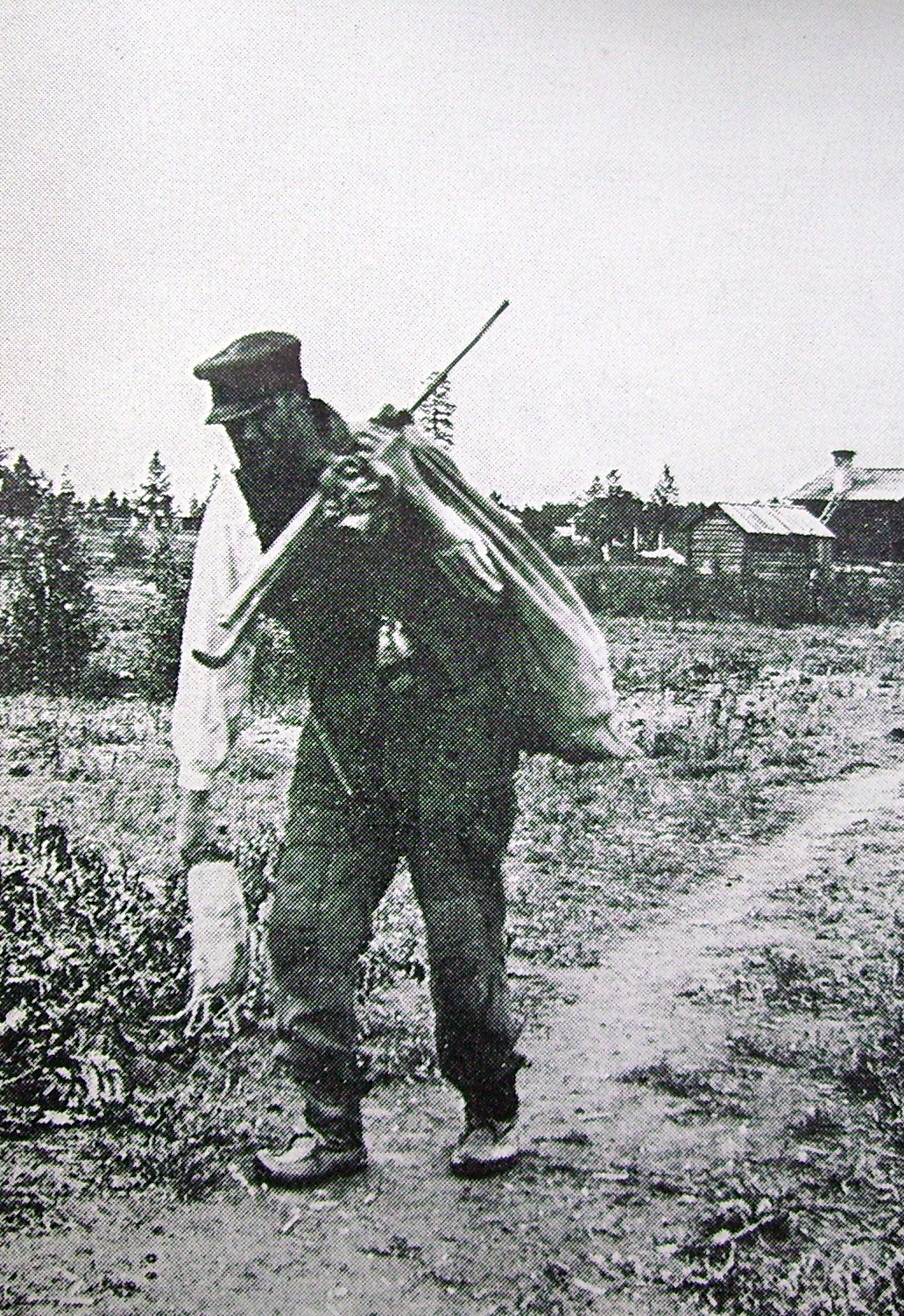
Tiggare i Ångermanland.

### Sverige
I 1642 års tiggareordning slogs fast att ansvaret för de fattiga i första hand låg på de anhöriga och i andra hand på den egna församlingen, som borde uppföra sjukstuga och fattigstuga för gamla och sjuka samt barnhus för de föräldralösa. Tiggeri var i Sverige länge en laglig metod för fattigunderstöd. Det begränsades först genom att man tillät det endast inom vissa områden och för personer som hade tiggarpass. Genom tiggarstadgan av 21 oktober 1698 förbjöds det helt utanför hemsocknen; men först genom 1847 års fattigvårdförordning blev det lagligen avskaffat även inom hemsocknen och därefter var det förbjudet. Tiggare som ansågs arbetsförmögna straffades med tvångsarbete och sattes på fästning och spinnhus. Fattighjon som ansågs arbetsoförmögna fick istället gå rotegång, det vill säga bo omväxlande i olika gårdar inom roten, eller bo på fattighus. 

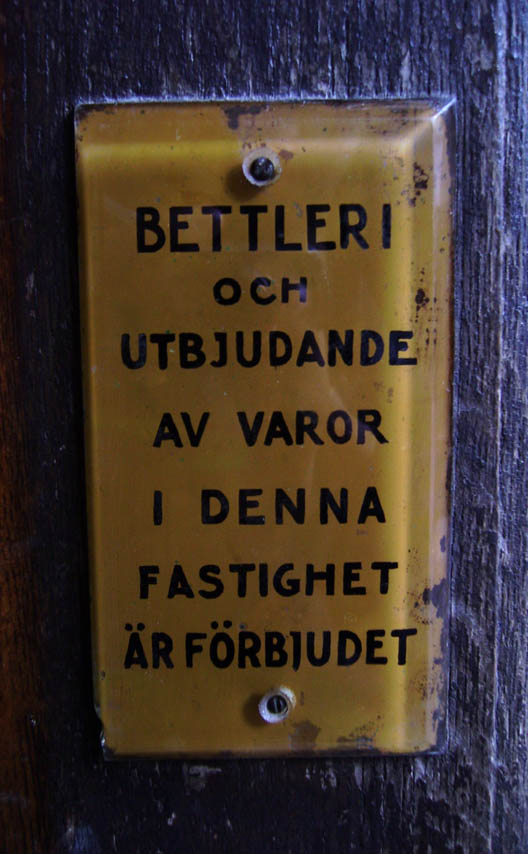
Gammal dörrskylt som förbjuder tiggeri och dörrförsäljning.

Bettleriföreskrifter fanns i 1871 års fattigvårdförordning och återfanns senare i övergångsbestämmelserna till 1918 års fattigvårdslag. Det förväntades att polismyndigheten och de kommunala myndigheterna arbetade för att hindra och hämma tiggeri. För tillsynen över bettlare anställde fattigvårdsstyrelserna (jfr socialnämnd) särskilda tillsyningsmän.
Bettlande barn, som inte fyllt 16 år, eller var vanvårdat, skulle vid behov anmälas till barnavårdsnämnd; i annat fall fick fattigvårdsstyrelsen handla som de ansåg bäst. Hade den, som hade vård om sådant barn, gett uppdrag åt eller tillåtelse till tiggandet, skulle denne i sin tur behandlas som lösdrivare. Bettlare över 16 år, som inte var så fattiga, att de borde erhålla fattigvård, anhölls och behandlades som lösdrivare.

#### Efterkrigstid i Sverige
Efter att sociala skyddsnät hade byggts upp vid mitten av 1900-talet och förmögenhetsskillnader minskade, minskade tiggeriet. Lösdriverilagen avskaffades 1964, eftersom behovet att tigga ansågs undanröjt och lagen därför var obehövlig. Lagen ersattes istället med en lag om "samhällsfarlig asocialitet", vilken sällan har tillämpats och avskaffades 1981. Tiggare på gatorna i Sverige var också en mycket ovanlig syn fram till mitten av 1990-talet. Psykiatrireformen 1995 ändrade på detta. När mentalsjukhusen stängdes och dess patienter slussades ut i samhället, var några oförmögna att ta hand om sig själva och hamnade utanför den omvårdnad som ställer krav på den sökande.
Den 1 januari 2007 blev Rumänien och Bulgarien medlemmar i Europeiska unionen. När dessa länders medborgare utnyttjade sin nyvunna möjlighet att fritt resa inom unionen och ägnade sig åt tiggeri i Sverige blev de utvisade ur landet av polis med hänvisning till att de saknade försörjning. Mot detta riktade justitieombudsmannen Hans-Gunnar Axberger i juni 2011 skarp kritik..

## Sverige

### Juridisk status
Det är inte förbjudet med tiggeri i Sverige så länge det inte är tvingande (det vill säga människohandel) eller påstridigt (det vill säga ofredande). Det finns ingen lag som uttryckligen förbjuder barn att tigga, men det finns andra lagar som delvis kan användas om föräldraansvar för barn (socialtjänstlagen), skollagen (skolplikt), arbetsmiljölagen (som sätter åldersgräns på arbete), olaga tvång med mera. Gatumusiker och andra gatuartister kategoriseras inte som tiggare i Sverige så länge de inte påstridigt ber om betalning, utan enbart lägger ut ett gitarrfodral eller liknande som sparbössa. Om någon tigger inne i butiker eller i inomhusköpcentra kan de dock avhysas och straffas om de vägrar gå, grundat lag om olaga intrång. 

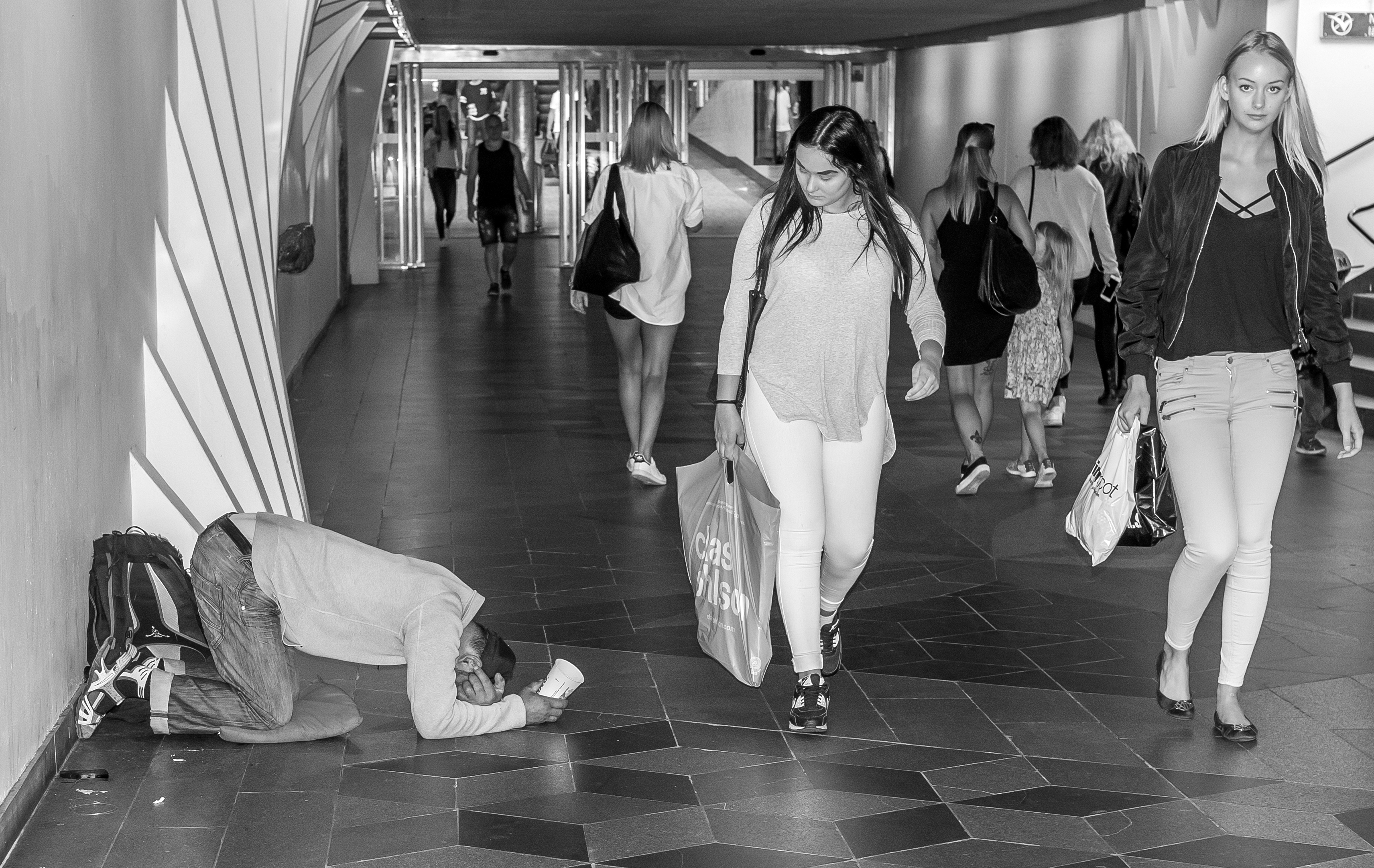
Man som tigger i Nordstan i Göteborg, 2016.

### Sociala förhållanden
Av polisens årliga rapport om människohandel framgår att det fortlöpande bedrivs organiserat tiggeri i Sverige, men det är svårt att veta säkert i vilken omfattning. Uppgifter har också framförts av Stockholmspolisen och politiker om att tiggeriet delvis är organiserat av ligor, med hänvisning till enstaka fall av tvingat tiggeri och kopplingar till prostitution som har avslöjats. Tiggare från forna öststater reser och bor ofta tillsammans, men omfattande tiggeri organiserat av kriminella ligor motsägs som myt av vissa poliser, journalister och tiggare själva, av den nationella hemlöshetssamordnaren samt av Stockholms Stadsmission och deras projekt Crossroads. Enligt dem är tiggeriet inte tillräckligt lönsamt för att vara intressant för kriminella. Internationella undersökningar visar att tiggarna i genomsnitt endast tjänar fem euro om dagen. Dock har mer än 100 kronor om dagen tjänats i Sverige, givet befolkningens större ovana med tiggeri. Tiggare har anmält till polisen hur de blivit utnyttjade av ligor och polisen rubricerade då brotten som människohandel och i två fall har detta lett till fällande domar.
Enligt en enkätundersökning bland Sveriges kommuner i april 2015 rapporterade 220 kommuner att det finns mellan 3 400 och 4 100 tiggande i Sverige, vilket jämfört med tidigare år innebar en fördubblad omfattning och en ökning med 40 kommuner. I augusti 2017 förbjöd Vellinge kommun tiggeri genom att ändra i sin ordningsstadga, men detta avvisades av förvaltningsrätten och kammarrätten. I december 2018 slog dock högsta förvaltningsdomstolen fast att Vellinge kommun har rätt att förbjuda tiggeri men med vissa begränsningar.. Domen är prejudicerande vilket innebär att andra kommuner också kan införa tiggeriförbud.

## Europeiska unionen
Utvidgningen av EU med tolv nya östeuropeiska länder 2004 och 2007 gjorde det möjligt för sämre lottade människor därifrån, inte minst romer från Rumänien och Bulgarien (EU-medlemmar 2007), att söka sig till andra länder. EU:s fria rörlighet gör det svårt att hindra folk från att resa runt och tigga. Tidigare kunde man utvisa de som inte verkade kunna försörja sig. I en del EU-länder är tiggeri förbjudet, vilket ger större möjlighet för polis att ingripa.
I spåren av den ekonomiska krisen i södra Europa har tiggare från forna öststater börjat resa till norra Europa istället för medelhavsländerna.

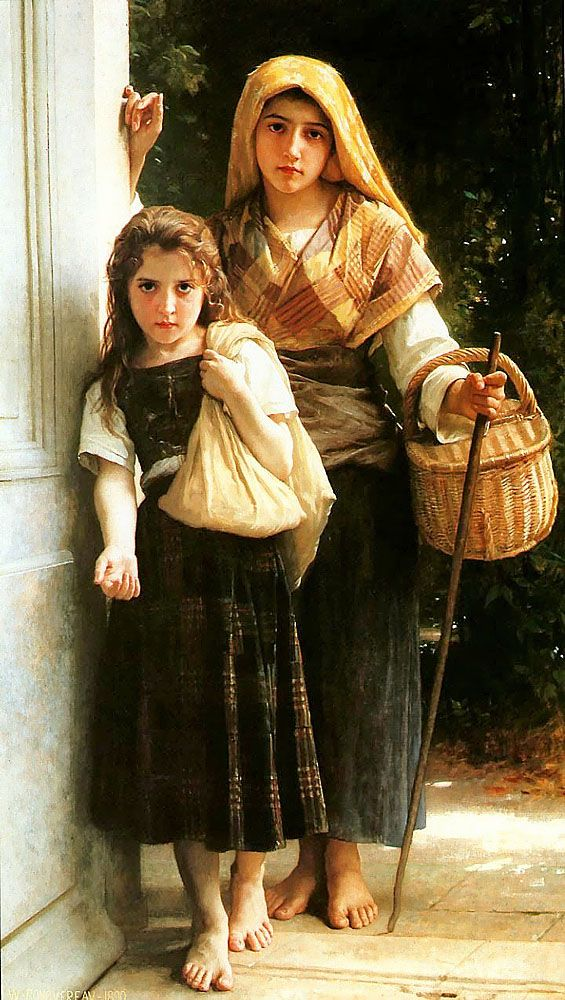
Tiggarflickor, målning av den franska konstnären William-Adolphe Bouguereau, från 1880. Detta motiv var mycket populärt och reproducerades av flera olika konstnärer.

### Danmark
I Danmark är tiggeri förbjudet enligt Strafflagens paragraf 197, dock endast den för som inte åtlyder polisens tillsägelse att sluta tigga, och kan leda till häktning och fängelse.

### Frankrike
Tiggeri är lagligt sedan 1994. Det är dock förbjudet att förmå barn att tigga.

### Grekland
Tiggeri är olagligt och straffet kan bli dryga böter eller fängelse.

### Luxemburg
Tiggeri i Luxemburg är lagligt så länge det inte sker i organiserad form och utförs i grupp. Enligt den ideella Luxemburgbaserade organisationen Chachipe, som företräder Romers rättigheter, rapporterades 1636 fall av tiggeri av luxemburgska brottsbekämpande myndigheter under 2009. Romska tiggare greps, handfängslades och togs till polisstationer, där de ibland hölls i timmar och fick sina pengar beslagtagna.

### Nederländerna
Det har under längre tid varit förbjudet att tigga i Amsterdam, Rotterdam och från år 2015 även i Haag.

### Norge
Tiggeriet har ökat även i Norge, som inte är medlemmar Europeiska unionen, men väl av Europeiska ekonomiska samarbetsområdet och omfattas därför av EU:s fria rörlighet. Tiggeri är sedan 2007 inte förbjudet men en politisk överenskommelse finns om ett kommunalt förbud från och med sommaren 2014. Det tillämpas i vissa kommuner.
I Stavanger var tiggeriet ett led i organiserad brottslighet som även omfattade narkotikahandel och prostitution. Efter att polisen 2014 slagit till mot huvudmännen i ligan försvann nästan alla tiggare från stadens gator.

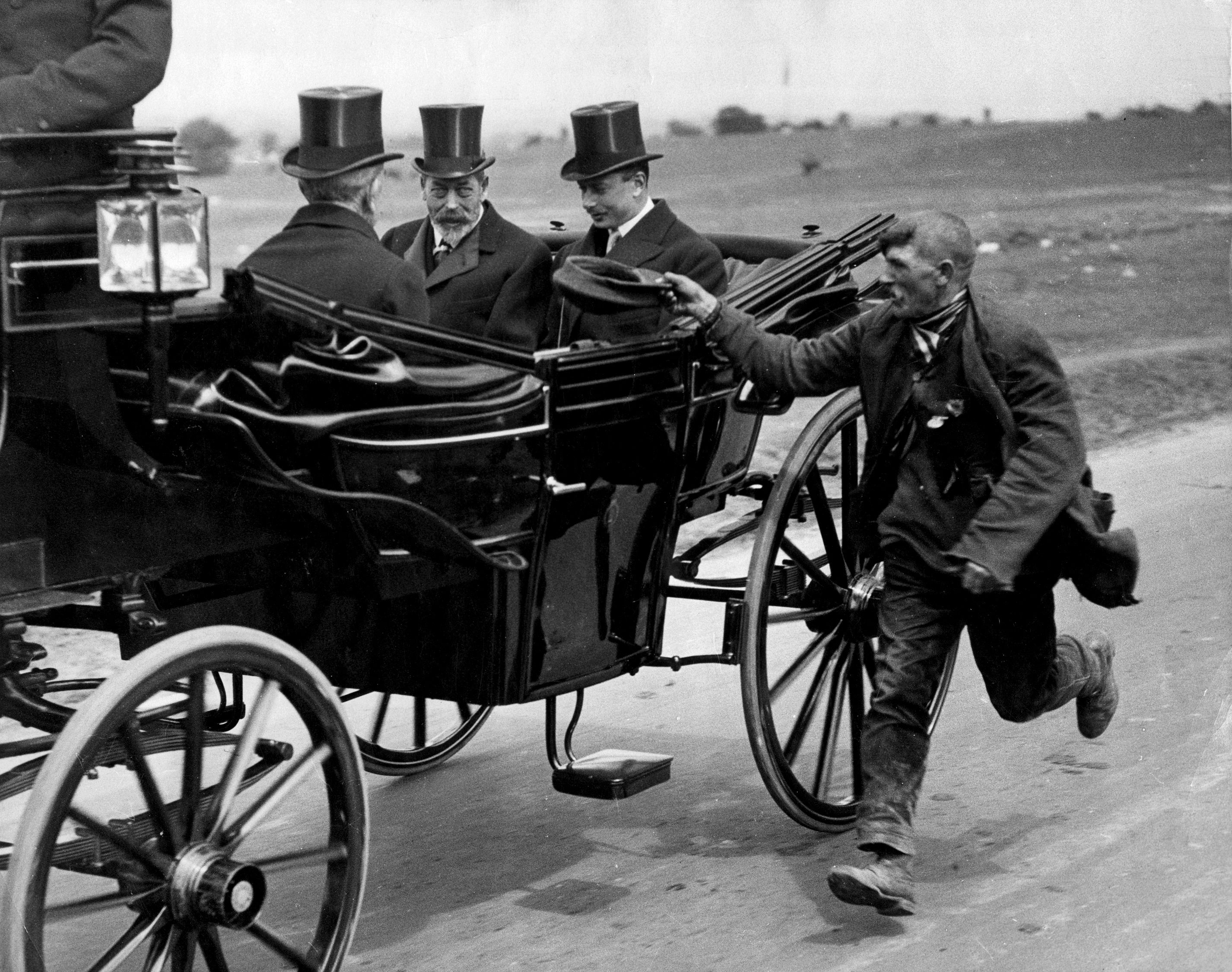
En man tigger av kung Georg V av Storbritannien, 1920.

### Rumänien
I Rumänien är tiggeri förbjudet. Man får be om hjälp vid verkligt behov, men det är förbjudet i lag att upprepade gånger be om pengar, och leder till polishäktning.

### Tyskland
I Tyskland är tiggeri inte förbjudet, så länge inte barn tigger. Det är dock förbjudet att använda falska påståenden, såsom "behöver pengar till operation" om det inte är sant, falska påståenden räknas som bedrägeri.

### Ungern
Ungerns lagar förbjuder hemlöshet och tiggeri. På sina håll är det också förbjudet att ta saker från papperskorgar och sopstationer.